# Vice primer ministro de Tonga
El vice primer Ministro de Tonga (en inglés: Deputy Prime Minister of Tonga) es un miembro del gobierno del Reino de Tonga, y principal adjunto del Primer Ministro.
Actualmente el puesto se encuentra vacante, siendo su último titular Poasi Tei.

## Lista de vice primeros ministros
| Titular              | Inicio de mandato       | Fin de mandato          |
| -------------------- | ----------------------- | ----------------------- |
| Havea Tui'ha'ateiho  | 1953                    | 1960                    |
| Langi Kavaliku       | 22 de agosto de 1991    | 2000                    |
| Tevita Poasi Tupou   | 2000                    | -                       |
| Viliami Tangi        | mayo de 2006            | 5 de enero de 2011      |
| Samiu Vaipulu        | 5 de enero de 2011      | 30 de diciembre de 2014 |
| Siaosi Sovaleni      | 30 de diciembre de 2014 | 6 de septiembre de 2017 |
| Sione Vuna Fa'otusia | 10 de octubre de 2019   | 14 de diciembre de 2020 |
| Ma'afu Tukui'aulahi  | 16 de diciembre de 2020 | 12 de diciembre de 2021 |
| Poasi Tei            | 28 de diciembre de 2021 | 10 de agosto de 2022    |